# Eureka !
Pour les articles homonymes, voir Eurêka (homonymie).
Eureka ! (Eureka!) est une série télévisée d'animation américano-irlandaise en 30 épisodes de 22 minutes, créée par Norton Virgien et Niamh Sharkey et diffusée sur Disney Junior le 22 juin 2022. 
En France, la série est diffusée à partir du 10 septembre 2022 sur Disney Junior.
En Belgique, la série est diffusée à partir du 1er novembre 2022.

## Synopsis
Eureka est une jeune inventrice plein de créativité vivant à Rocky Fall, un monde préhistorique fantastique. En avance sur son temps, elle conçoit de nombreuses inventions dans l'objectif d'améliorer son monde et la faire progresser dans l'ère moderne. Avec l’aide de ses parents, de sa maîtresse, de ses meilleurs amis et son mammouth Murphy, Eureka découvrira qu'elle n'est pas une fille comme les autres…

## Distribution

### Voix originales
- Eureka : Ruth Righi
- Roxy : Renée Elise Goldsberry
- Rollo : Lil Rel Howery
- Ohm : Javier Muñoz
- Pepper : Kai Zen
- Barry : Devin Trey Campbell
- Murphy : Fred Tatasciore
- Dipply : Fred Tatasciore

### Voix françaises
- Eureka : Sofia Atman
- Pepper : Elena Lebrun
- Barry : Alexis Kokibali
- Roxy : Olivia Harkay

doublage
- Studio : Dubbing Brothers Belgique
- Direction : Nathalie Stas, Ioanna Gkizas
- Adaptation : Sauvane Delanoë
- Direction musicale : Patrick Waleffe Nathalie Stas
- Adaptation musicale : Virginie Acariès

Source : carton de doublage sur Disney Channel Belgique

## Production

### Fiche technique
- Titre original : Eureka!
- Titre français : Eureka !
- Réalisation : Norton Virgien, Niamh Sharkey
- Scénario : Laurie Israel, Sierra Katow, Jason Mayland, Aydrea Walden
- Musique : Kari Kimmel, Frederik Wiedmann
- Direction artistique : Giedré Kaveckaité
- Son : David Thomas
- Casting : Jennifer Trujillo
- Production : Cathal Gaffney, Darragh O'Connell, Edel Byrne
- Sociétés de production : Brown Bag Films
- Sociétés de distribution : Walt Disney Television
- Pays d'origine :   États-Unis  Irlande
- Langue originale : anglais
- Format : couleur - HDTV - 16/9 - Dolby Digital 5.1
- Genre : Série d'animation, Aventure
- Nombre de saisons : 1
- Nombre d'épisodes : 30
- Durée : 22 minutes
- Dates de première diffusion :
  - États-Unis : 22 juin 2022
  - France : 10 septembre 2022

## Épisodes
| Saison | Saison | Épisodes | États-Unis      | États-Unis    | France            | France        |
| Saison | Saison | Épisodes | Début de saison | Fin de saison | Début de saison   | Fin de saison |
| ------ | ------ | -------- | --------------- | ------------- | ----------------- | ------------- |
|        | 1      | 30       | 22 juin 2022    | NC            | 10 septembre 2022 | NC            |

### Saison 1 (2021 - 2022)
| No | #  | Titre français                                                                    | Titre original                                      | Diffusion originale | Code prod. |
| -- | -- | --------------------------------------------------------------------------------- | --------------------------------------------------- | ------------------- | ---------- |
| 1  | 1  | Un problème de taille / Le flutafon                                               | Tusks, Trouble, and All/Absoflutely Fabulous        | 22 juin 2022        | 101        |
| 2  | 2  | Tout le monde aime les pizzas / L'école préhistorique                             | Everybody Lava Pizza/Prehistoric Class Pets         | 23 juin 2022        | 102        |
| 3  | 3  | Suivez la luge ! / Le jour des Pu-boules                                          | Follow the Sledder/Stinkpod Day                     | 24 juin 2022        | 103        |
| 4  | 4  | Le pouvoir de Pepper / Le vol des ailestincelles                                  | Pepper Power/Flickerwing Butterflies                | 1er juillet 2022    | 104        |
| 5  | 5  | Échec épique ! / Le Canyon !                                                      | Epic Fail/Yes We Canyon!                            | 8 juillet 2022      | 105        |
| 6  | 6  | Tchoumi Murphy / Tombé du ciel                                                    | Snurfy Murphy/New Rock on the Block                 | 15 juillet 2022     | 106        |
| 7  | 7  | La lumière au bout de la caverne / Le Kanga Perroquet                             | Light At The End Of The Cave/Kanga-Bird Is The Word | 22 juillet 2022     | 107        |
| 8  | 8  | Quand ça balance / A la baguette                                                  | What A Wheel!/Just Like Yurt                        | 29 juillet 2022     | 108        |
| 9  | 9  | La grande course aux fruits-gaufres / Partir camper                               | The Great Wafflefruit Race/Camped Out               | 5 août 2022         | 110        |
| 10 | 10 | Projet commun / Un slalom vraiment géant                                          | Project Bog/Really Giant Slalom                     | 12 août 2022        | 109        |
| 11 | 11 | Fureka / Pepper-eka                                                               | Ferreka/Peppereka                                   | 19 août 2022        | TBA        |
| 12 | 12 | Dance Pepper Danse / S.O.S Barry                                                  | Dance Dance Evolution/Barry On                      | 26 août 2022        | 114        |
| 13 | 13 | Attention jalousie / Le moment de Maman                                           | Dippling Rivalry/It's Mom O'Clock                   | 16 septembre 2022   | 115        |
| 14 | 14 | Le concours de costumes / Une grande voyageuse                                    | Eurek-Or-Treat/Nomad Like Home                      | 27 septembre 2022   | 112        |
| 15 | 15 | L'exposition de tableaux / Le marais des jouets perdus"                           | Rocky Falls Picture Show/The Swamp Of Lost Toys     | 30 septembre 2022   | 116        |
| 16 | 16 | Waouh, waouh, waouh, attention à la chute ! / Boutchou bleu contre Bébé paresseux | W-W-W-Wipe Out!/Cutaballo Vs. Bebe Sloth            | 7 octobre 2022      | TBA        |
| 17 | 17 | L'anniversaire de Barry / Le Taro Tap                                             | Barry's Brrr-Thday/Ptero Tap                        | 14 octobre 2022     | TBA        |
| 18 | 18 | Chef Eureka / Désordre et compromis                                               | A Eureka Special/By My Kb                           | 28 octobre 2022     | TBA        |
| 19 | 19 | Ump pond un œuf / La part de pizza                                                | Ump Lays An Egg/The Peace Of Pizza                  | 4 novembre 2022     | TBA        |
| 20 | 20 | La fête de l'hiver / Mon cœur balance                                             | Endless Pots-ibilities/Glooze Blues                 | 30 novembre 2022    | 120        |
| 21 | 21 | Titre en français inconnu                                                         | Jingle Bog Rock/Zip To It                           | 6 février 2023      | TBA        |
| 22 | 22 | Titre en français inconnu                                                         | KBs of a Feather/Ember Remembers                    | 7 février 2023      | TBA        |
| 23 | 23 | Titre en français inconnu                                                         | Making Up Moonlight/Dipply Goes to the Dentist      | 8 février 2023      | TBA        |
| 24 | 24 | Titre en français inconnu                                                         | Pepper the Inventor/Walky Falls                     | 9 février 2023      | TBA        |
| 25 | 25 | Titre en français inconnu                                                         | Starting From Scratch/Make A Quish                  | 10 février 2023     | TBA        |
| 26 | 26 | Titre en français inconnu                                                         | Up Up and a Little Too Far Away/Don't Be Alarmed!   | 24 février 2023     | TBA        |
| 27 | 27 | Titre en français inconnu                                                         | Shellebration/You Can't Twin Them All               | 3 mars 2023         | TBA        |
| 28 | 28 | Titre en français inconnu                                                         | Paleo to Go/Flower Power-er                         | 10 mars 2023        | TBA        |
| 29 | 29 | Titre en français inconnu                                                         | Mightysaura/A Clean Getaway                         | 17 mars 2023        | TBA        |
| 30 | 30 | Titre en français inconnu                                                         | The Never-Ending Snorey/Thinker-inker-Inkering      | 24 mars 2023        | TBA        |